# Вернер Молдерс
Вернер Молдерс (Гелзенкирхен, 18. март 1913 — Бреслау, 22. новембар 1941) је био један од најпознатијх немачких ловачких асова у Другом светском рату. Постигао је 100 ваздушних победа у Другом светском рату и 14 ваздушних победа у Шпанском грађанском рату.
Приликом првог покушаја да ступи у Луфтвафе 1935. године одбијен је као неспособан за летење. Приликом другог покушаја дозвољено му је под одређеним условима да започне обуку за пилота-ловца. Само захваљујући снажној вољи завршио је пилотску обуку упркос сталним мучнинама и повраћању.
По завршеној обуци постављен је за пилотског инструктора у Визбадену. Године 1938. унапређен је у поручника и пријавио се као добровољац у Легију Кондор. Априла исте године преузео је од Адолфа Галанда команду над 3. ловачком ескадрилом у Шпанији. Убрзо се истакао не само као одличан пилот већ и као сјајан тактичар и организатор. Заједно са својим колегама пилотима осмислио је нову борбену формацију ловачких авиона названу „четири прста“ (авиони су били распоређени као врхови прстију испружене шаке) која је омогућавала бољу прегледност приликом борбених патрола.
Молдерс је у Шпанији оборио 14 противничких авиона (4 Поликарпова И-15 Чато и 10 И-16 Моска). По завршетку Шпанског грађанског рата вратио се у Немачку као најуспешнији немачки пилот-ловац. Године 1939. постављен је на дужност командира 1. ловачке ескадриле 53. ловачке групе. Пилоти под његовом командом из милоште су га звали „Фати“ (Татица) Молдерс.
Прву ваздушну победу у Другом светском рату Молдерс је постигао 21. септембра 1939. године, а октобра исте године добио је команду над 3. ловачким пуком 53. ловачке групе. 27. маја 1940. године после постигнуте двадесете ваздушне победе унапређен је у капетана и одликован Витешким крстом Гвозденог крста. Оборен је у ваздушној борби 5. јула 1940. године изнад Француске и заробљен. Ослобођен је две недеље касније после прекида непријатељстава. Вратио се у Немачку где је унапређен у чин мајора и дата му је команда над 51. ловачком групом. Према легенди Молдерс је 28. јула погођен у ваздушној борби изнад Довера од стране јужноафричког аса Сејлор Малена. Иако рањен Молдерс је успео да принудно слети на аеродром Висант у Француској.
Наставио је да ређа победу за победом све до јула 1941. године када је на Источном фронту постигао своју 100. ваздушну победу. Био је први пилот-ловац у историји ваздухопловства који је достигао ову цифру због чега је добио дијаманте уз Витешки крст. Због популарности коју је стекао Херман Геринг му је лично наредио да више не сме да лети на борбене задатке.
Пуковик Молдерс је у 28 години живота унапређен у генерала и постављен на функцију Генералног инспектора ловачке авијације. 22. новембра 1941. године погинуо је у авионској несрећи када се авион Хенкел Хе-111 којим је летео на сахрану свог шефа и пријатеља Ернеста Удета, услед лоших временских прилика разбио приликом слетања на аеродром у Бреслау.
У знак сећања на овог изврсног пилота-ловца 51. ловачка група названа је његовим именом.